# Buckley (Familienname)
Buckley ist ein englischer Familienname.

## Namensträger
- A. J. Buckley (Aaron John Buckley; * 1977), US-amerikanischer Schauspieler
- Andy Buckley (* 1965), US-amerikanischer Schauspieler, Drehbuchautor, Produzent und Börsenmakler
- Anthony Buckley (* 1937), australischer Filmproduzent, Filmeditor und Dokumentarfilmer
- Betty Buckley (* 1947), US-amerikanische Schauspielerin und Sängerin
- Bob Buckley (* 1943), US-amerikanischer Schriftsteller
- Brendan Buckley (* 1977), US-amerikanischer Eishockeyspieler
- Bridget Buckley (* 1955), britische Ruderin
- Bryan Buckley (* 1963), US-amerikanischer Filmregisseur, Drehbuchautor und Produzent
- Carol Buckley, US-amerikanische Elefantenschützerin
- Charles A. Buckley (1890–1967), US-amerikanischer Politiker (New York)
- Charles Waldron Buckley (1835–1906), US-amerikanischer Politiker (Alabama)
- Christopher Buckley (* 1952), US-amerikanischer Autor
- David Buckley (Komponist) (* 1976), britischer Komponist
- David Buckley (Geheimdienstbeamter), US-amerikanischer Geheimdienstbeamter
- Delron Buckley (* 1977), südafrikanischer Fußballspieler
- Francis Buckley (Politiker) (1894–1971), australischer Politiker
- Francis Buckley (Unternehmer) (1921–2016), kanadischer Unternehmer
- Frank Buckley (Major Frank Buckley; 1882–1964), englischer Fußballspieler und -trainer
- Frank Buckley (Leichtathlet), irischer Leichtathlet
- George Buckley (Cricketspieler) (1875–1955), britischer Cricketspieler
- George Buckley (Manager) (* 1947), britischer Manager
- James Buckley (Bischof) (1770–1828), Bischof von Port-of-Spain
- James Buckley (Schauspieler) (* 1987), englischer Schauspieler
- James L. Buckley (1923–2023), US-amerikanischer Jurist und Politiker
- James R. Buckley (1870–1945), US-amerikanischer Politiker
- James V. Buckley (1894–1954), US-amerikanischer Politiker
- Jeff Buckley (1966–1997), US-amerikanischer Sänger und Gitarrist
- Jessie Buckley (* 1989), irische Schauspielerin und Sängerin
- John Buckley (Bischof) (* 1939), irischer Bischof
- John Buckley (Komponist) (* 1951), irischer Komponist und Musikpädagoge
- John Buckley (Fußballspieler, 1962) (* 1962), schottischer Fußballspieler
- John Buckley (Snookerspieler), irischer Snookerspieler
- John Buckley (Fußballspieler, 1999) (* 1999), englischer Fußballspieler
- John Buckley, 3. Baron Wrenbury (1927–2014), britischer Geistlicher und Politiker
- Jonathon Buckley, australischer Schauspieler
- Joseph Buckley († 1981), US-amerikanischer Ordensgeistlicher
- Jules Buckley (* 1980), britischer Dirigent, Komponist und Arrangeur
- Linda Buckley-Archer (* 1958), britische Schriftstellerin
- Lord Buckley (1906–1960), US-amerikanischer Komiker
- Mark Buckley (Tennisspieler) (* 1960), US-amerikanischer Tennisspieler
- Mark Buckley (Rennfahrer) (1977–2012), schottischer Motorradrennfahrer
- Markino Buckley (* 1986), jamaikanischer Hürdenläufer
- Mathew Buckley (* 1973), australischer Baseballspieler
- Mick Buckley (1953–2013), britischer Fußballspieler
- Natalia Cordova-Buckley (* 1982), mexikanisch-US-amerikanische Schauspielerin
- Nick Buckley, britischer Aktivist und Politiker
- Norman Buckley (* 1955), US-amerikanischer Fernsehregisseur und Filmeditor
- Oliver Ellsworth Buckley (1887–1959), US-amerikanischer Ingenieur
- Pat Buckley (* 1969), irischer Politiker
- Peter Buckley (1944–1969), Radrennfahrer von der Isle of Man
- Pola Buckley, US-amerikanische Politikerin
- Priscilla Buckley (1921–2012), US-amerikanische Autorin
- Raymond Buckley (* 1959), US-amerikanischer Politiker
- Regan Buckley (* 1997), irischer Boxer
- Reid Buckley (1930–2014), US-amerikanischer Schriftsteller und Kolumnist
- Richard Buckley (1948–2021), US-amerikanischer Modejournalist
- Robert Buckley (* 1981), US-amerikanischer Schauspieler
- Sam Buckley (* 2001), irischer Squashspieler
- Samuel Botsford Buckley (1809–1884), US-amerikanischer Botaniker und Geologe
- Steve Buckley (Fußballspieler) (* 1953), englischer Fußballspieler
- Steve Buckley (Musiker) (* 1959), britischer Jazzmusiker
- T. Garry Buckley (Thomas Garry Buckley; 1922–2012), US-amerikanischer Politiker
- Tim Buckley (1947–1975), US-amerikanischer Singer-Songwriter
- Tom Buckley (Journalist) (1928–2015), US-amerikanischer Journalist, Literatur- und Filmkritiker
- Tom Buckley (Eishockeyspieler) (* 1976), US-amerikanischer Eishockeyspieler
- Tony Buckley (* 1980), irischer Rugby-Union-Spieler
- Veronica Buckley (* 1956), neuseeländisch-britische Autorin
- William Buckley (Sträfling) (1780–1856), britischer Sträfling
- William F. Buckley (1928–1985), US-amerikanischer CIA-Agent
- William F. Buckley, Jr. (1925–2008), US-amerikanischer Autor, Journalist und Kommentator